# Джалал IV
 Джалал IV  (годы рож. и см. неизв.) — армянский князь Нижнего Хачена конца XVI века. Представитель армянского княжеского рода Гасан-Джалаляны. Сын князя Меграба. Братья: , Багдасар, Григорис, Ованес. 
Период правления Джалала IV — 1570—1590 годы. Джалал IV составил краткую хронологию османо-турецких нашествий этого периода.